# Luxemburg op de Olympische Zomerspelen 1912
Luxemburg nam deel aan de Olympische Zomerspelen 1912 in Stockholm, Zweden. Het was de eerste officiële deelname, alhoewel later bleek dat tijdens de Spelen in 1900 één Luxemburgse atleet aan de start was verschenen.
Luxemburg won geen medailles in Stockholm.

## Deelnemers en resultaten
(m) = mannen, (v) = vrouwen 

### Atletiek
| Olympiër         | Discipline       | Resultaat | Prestatie           |
| ---------------- | ---------------- | --------- | ------------------- |
| Paul Fournelle   | verspringen (m)  | DNF       | geen geldige poging |
| Marcel Pelletier | kogelstoten (m)  | 17e       | 11,04m              |
| Marcel Pelletier | discuswerpen (m) | 31e       | 33,73m              |

### Turnen
| Olympiër | Discipline               | Resultaat | Prestatie     |
| --- | ------------------------ | --------- | ------------- |
| François Hentges | individuele meerkamp (m) | 23e       | 110,50 punten |
| Pierre Hentges | individuele meerkamp (m) | 18e       | 115,50 punten |
| Nicolas Kanive | individuele meerkamp (m) | 20e       | 111,50 punten |
| Emile Lanners | individuele meerkamp (m) | 24e       | 109,75 punten |
| Jean-Pierre Thommes | individuele meerkamp (m) | 22e       | 110,75 punten |
| Antoine Wehrer | individuele meerkamp (m) | 15e       | 117,25 punten |
| Nicolas Adam Charles Behm André Bordang Michel Hemmerling François Hentges Pierre Hentges Jean-Baptiste Horn Nicolas Kanivé Nicolas Kummer Marcel Langsam Emile Lanners Jean-Pierre Thommes François Wagner Antoine Wehrer Ferd Wirtz Joseph Zuang                                                   | meerkamp team (m)        | 4e        | 35,95 punten  |
| Nicolas Adam Charles Behm André Bordang Jean-Pierre Frantzen Michel Hemmerling François Hentges Pierre Hentges Jean-Baptiste Horn Nicolas Kanivé Émile Knepper Nicolas Kummer Marcel Langsam Emile Lanners Maurice Palgen Jean-Pierre Thommes François Wagner Antoine Wehrer Ferd Wirtz Joseph Zuang | meerkamp team (m)        | 5e        | 16,30 punten  |

Australazië · België · Bohemen · Canada · Chili · Denemarken · Duitsland · Egypte · Finland · Frankrijk · Griekenland · Groot-Brittannië · Hongarije · IJsland · Italië · Japan · Luxemburg · Nederland · Noorwegen · Oostenrijk · Portugal · Rusland · Servië · Turkije · Verenigde Staten · Zuid-Afrika · Zweden · Zwitserland